# Königin-Luise-Gymnasium

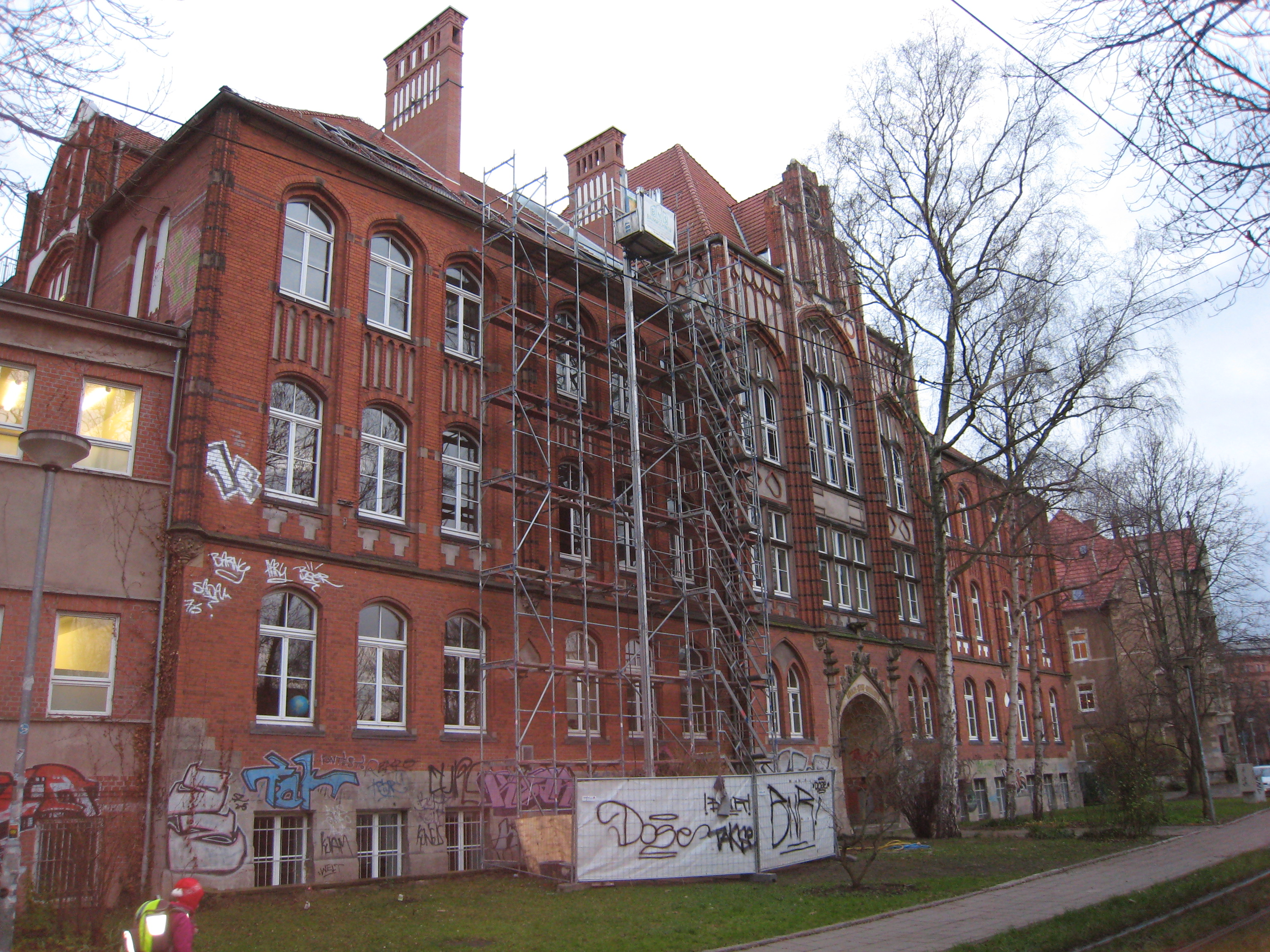
Östlicher Flügel des Schulgebäudes

Das Königin-Luise-Gymnasium ist ein staatliches Gymnasium in Erfurt.

## Geschichte

### Höhere Töchterschule 1811
Die Schule wurde am 22. April 1811, während der französischen Besatzungszeit, als „Öffentliche Höhere Töchterschule“ eröffnet. Sie hatte zunächst noch kein eigenes Gebäude.
1827 übernahm die inzwischen zum Königreich Preußen gehörende Stadt Erfurt die Verwaltung der Schule. Unter Direktor Weingärtner unterrichteten neun Lehrkräfte 180 Schülerinnen in vier Klassen in einem Gebäude des Predigerklosters. 1836 besuchten bereits 280 Mädchen die Schule, so dass ein Umzug in ein Gebäude auf dem Barfüßerhof notwendig wurde.
1862 wurde die Schule um eine Jahrgangsklasse auf insgesamt 10 Klassen erweitert. Zugleich wurde Physik in den Lehrplan aufgenommen. Ab 1866 wurde ein fakultativer Turnunterricht erteilt, an dem 60 Schülerinnen teilnahmen. Zehn Jahre später wurde auch Turnen zum Pflichtfach. Dabei musste sich die Schule die zwei vorhandenen Turnhallen mit allen anderen Erfurter Schulen teilen.

### Umzug und Einführung einer gymnasialen Oberstufe 1884
1884 wurde das Barfüßerschulhaus neues Unterrichtsgebäude. Die Zahl der Schülerinnen betrug inzwischen 430.
1886 wurde eine gymnasialen Oberstufe mit 16 Wochenstunden in den Fächern Deutsch, Französisch, Englisch, Kunstgeschichte, Haushaltungschemie und Gesundheitslehre eingeführt.

### Neubau und Umbenennung zur „Königin-Luise-Schule“ 1903
Am 10. April 1903 wurde das neue Schulgebäude in der Melanchthonstraße eingeweiht. Anlässlich des 100-jährigen Jubiläums der Zugehörigkeit Erfurts zu Preußen und in Erinnerung an Luise von Mecklenburg-Strelitz, die Frau König Friedrich Wilhelms III. von Preußen, beschloss die Stadt, der Schule den Namen „Königin-Luise-Schule“, zu geben. 10 Jahre später wurde im Festsaal ein Gemälde der Königin Luise enthüllt.
1917 wurde der spätere KPD-Politiker und Widerstandskämpfer Dr. Theodor Neubauer Lehrer an der Schule und unterrichtete hier bis 1920.
1918 gingen 726 Schülerinnen, die in 24 Klassen von 34 Lehrern unterrichtet wurden, in die Schule. Ein Anbau an den Ostflügel wurde fertiggestellt. 1927 wurde mit einem großen Festakt das 100-jährige Bestehen der städtischen Höheren Mädchenschule gewürdigt, und die Schule erhielt einen eigenen Sportplatz.

### Nach dem Zweiten Weltkrieg
Am 1. Oktober 1945 begann der Unterricht nun unter sowjetischer Besatzung. Die Schule wurde noch im selben Jahr in „Dr. Theodor-Neubauer-Schule“ umbenannt. Die gymnasiale Oberstufe blieb zunächst noch erhalten. Neben der Theo-Neubauer-Oberschule war in den 1950er Jahren im selben Gebäude auch die Grundschule 11/15 untergebracht. Im Rahmen des Aufbaus der sozialistischen Schule der DDR wurde die Schule 1961 in eine allgemeinbildende 10-klassige Polytechnische Oberschule umgewandelt.
Nach der Wende wurde mit Beginn des Schuljahres 1991/92 die gymnasiale Oberstufe an der Schule wieder eingeführt. Sie wurde sechstes Staatliches Gymnasium der Stadt Erfurt und erhielt 1992 mit der Rückbenennung in „Königin-Luise-Gymnasium“ wieder ihren alten Namen zurück.
2003 wurde das 100-jährige Jubiläum als Königin-Luise-Schule feierlich begangen. In diesen Jahren erfolgte zudem eine dringend notwendige, umfassende Sanierung des historischen Schulgebäudes.
2008 wurde die Klasse 6a im Rahmen einer Quizsendung der ARD und des KI.KA als „Beste Klasse Deutschlands“ ausgezeichnet.
Seit Ende 2018 ist die Sanierung der Außenfassade abgeschlossen, wobei die Sanierungen seit 2024 im inneren wieder teilweise laufen. Vorher stellte sich das Schulgebäude seit Jahren an der gesamten Vorderseite zur Straße mit Straßenbahn hin mit großflächigen Schmierereien dar. Neben der Haupteingangstür fand sich z. B. das kleine Spray-Bild eines einen Molotow-Cocktail werfenden Demonstranten. Ein Stück weiter der Denkspruch: „Du erntest immer was Du sähst“ (sic).

## Schulprofil
Das Königin-Luise-Gymnasium ist ein allgemeinbildendes Gymnasium.
Als erste Fremdsprache wird Englisch angeboten, als zweite Fremdsprache stehen alternativ Französisch und Russisch zur Auswahl. Ab Klasse 9 besteht die Möglichkeit, sich im Rahmen des Wahlpflichtunterrichts für die dritte Fremdsprache Latein zu entscheiden oder Naturwissenschaft, Darstellen und Gestalten, Informatik oder Gesellschaftswissenschaften zu belegen.
Für den naturwissenschaftlichen Unterricht stehen 2 Biologieräume, 1 Physikraum, 1 kleiner Hörsaal und 1 Chemieraum zur Verfügung. In 2 Computerräumen ermöglichen moderne Computer den Informatikunterricht.
Als eine der ersten Schulen in Thüringen führte die Schule im Herbst 2008 gemeinschaftliches Klassenmusizieren durch Bildung einer Bläserklasse ein.
Außerdem gibt es einen Chor und ein Symphonisches Jugendblasorchester am KLG.

## Partnerschulen
- Rabanus-Maurus-Gymnasium, Mainz
- Satchidananda Jothi Nikethan International School, Coimbatore, Indien (Bundesstaat Tamil Nadu)

## Freunde und Förderer
- Förderverein Königin-Luise-Gymnasium e.V.
- Königin Luise macht Musik e.V.

## Schulleiter
- 1811 Kaspar Friedrich Lossius
- 1862–1869 Bernhard Giseke
- 1827 Weingärtner
- 1972 Frau Wieland / Stellvertreter Herr Glaßen
- 1991 Jürgen Kornmann
- 2017 Michael Walther